# Anne-Jorid Ahgnell
Anne-Jorid Ahgnell, folkbokförd Anne-Jorid Ferger Ahngnell, född 14 juni 1966 i Sarpsborg, är en norsk artist och pastor.
Ahgnell växte upp i Norge och flyttade till Sverige på 1980-talet. Hon är utbildad piano- och sångpedagog. Efter många år i Stockholm återvände hon till Norge och blev en av pastorerna i Filadelfiakyrkan i Sarpsborg. Därifrån var hon tjänstledig för att verka som pastor och musikinspiratör i Smyrnakyrkan i Göteborg innan hon började arbeta i församlingen på heltid. Sedan 2022 har hon även 
titeln vice föreståndare. 
Hon har gjort TV-framträdanden i program som Minns du sången och Sjung min själ. Hon har också medverkat vid Pingströrelsens årliga rikskonferens Nyhemsveckan.
Ahgnell är sedan 1990 gift med svenske musikern Lars Ahgnell (född 1961) som medverkat på en rad skivor. De har en dotter, född 1995.

## Diskografi i urval
- 1991 – Hela hjärtat, tillsammans med Hasse Hallström o Richard Niklasson (Prim)
- 1994 – Det doftar evighet, tillsammans med Hasse Hallström o Richard Niklasson (Prim)
- 2000 – Ur ditt hjärtas djup, Gerd Pettersson-Ebegård, Anne-Jorid Ahgnell, Seth Olofsson (Viva)